# 保普凯西
保普凯西，是匈牙利维斯普雷姆州所辖的一个村，总面积22.39平方公里，总人口1590，人口密度71.0人/平方公里（2010年1月1日）。